# Bananovke
Bananovke (lat. Musaceae) su tropska biljna porodica koja se sastoji od tri roda (Musa, Ensete i Musella; Musella je po nekima sinonim za Ensete) koja rađa jestivi ili nejestivi plod (zavisi do vrste) koji se može koristi za ishranu ljudi i životinja. Potječe iz Jugoistočne Azije, ali raste u svim tropskim dijelovima svijeta (Južna i Jugoistočna Azija, najveći dio Afrike, Srednja i najveći dio Južne Amerike).

## Opis porodice
Musaceae je mala porodica u koju je nekada uključivano 6 rodova, uz Musa i Ensete i Heliconia i Orchidantha iz dviju  monogeneričkih porodica Heliconiaceae i Lowiaceae i strelicijevke s rodovima Strelitzia i Ravenala ili putujuće drvo i 130 vrsta, dok neki fanerogamisti priznaju da se Musaceae sastoji samo od dva roda Musa i Ensete. Biljke pripadaju obitelji Musaceae koje imaju bobičaste plodove, donji jajnik, cvat prekriven lažnom  laticom spatom, zigomorfne cvjetove, tvore krošnju na vrhu čvrste nerazgranate stabljike, velike listove i višegodišnje divovske biljke koje izgledaju poput stabala (Sharma, 2011.). Banana je najčešća biljka ove porodice. 

## Rodovi
1. Ensete Bruce ex Horan. (7 spp.)
2. Musa L. (83 spp.)
3. Musella (Franch.) C.Y.Wu ex H.W.Li (1 sp.) [3]